# IC2
IC2 - Itinerario Complementario nº 2 es una vía que consta de una variante, supuestamente continua, hasta la Estrada Nacional nº1, que conecta las dos principales ciudades portuguesas, Lisboa y Oporto.
La IC 2 es una carretera con perfil de autopista, con ese nombre, en las proximidades de Coimbra y Santa Iria de Azoia hasta Lisboa, e integrada en otras autopistas, de Oliveira de Azeméis a Gaia (A 32) y de Leiria a Batalha (A 19). También se está estudiando el tramo entre Oliveira de Azeméis y Coimbra (Concessão AutoEstradas do Centro).
El resto del recorrido entre Lisboa y Oporto corresponde aproximadamente al trazado de la antigua EN 1, salpicado por algunos tramos de autopista que pasan por alto las ciudades más grandes a lo largo del recorrido, a saber, Rio Maior (20 km), Leiria (10 km), Pombal (1,6 km), Águeda (13,5 km) y Albergaria-a-Velha (2,6 km), así como algunas conexiones que cruzan varios municipios, como los entre Coimbra y Condeixa-a-Nova, y entre Oliveira de Azeméis y São João da Madeira.
En 2014 fue considerado uno de los tramos más peligrosos de Portugal, en 10 años murieron 77 conductores en la IC2 al norte de Leiria, fue apodado "Corredor de la Muerte".

## Tramos
| Tramos | Situación                                                                         | km   |
| --- | --------------------------------------------------------------------------------- | ---- |
| Sacavém - Santa Iria da Azóia                                                                                     | En servicio (1998)                                                                | 7    |
| Santa Iria da Azóia - Vila Franca de Xira                                                                         | Proyecto nunca ejecutado                                                          |      |
| Variante de Alenquer                                                                                              | En servicio (08/08/2003)                                                          | 2    |
| Aveiras de Cima - Carregado (traçado alternativo aproveitando o troço da N 366 entre Alcoentre e Aveiras de Cima) | Proyecto nunca ejecutado                                                          |      |
| Variante de Rio Maior (Quebradas - Venda das Raparigas)                                                           | En servicio (1989)                                                                | 20   |
| Variante da Batalha (São Jorge - Azoia)                                                                           | En servicio (19/11/2011) Construida como autopista de Peaje A 19                  | 10   |
| Variante de Leiria (Azoia - Leiria norte)                                                                         | En servicio (1977) Duplicado (12/2010) entre Azoia y Sismaria para Autopista A 19 | 10   |
| Variante de Pombal                                                                                                | En servicio                                                                       | 1,6  |
| Condeixa-a-Nova - Antanhol                                                                                        | En servicio (1999)                                                                | 10,3 |
| Variante Sul de Coimbra (Antanhol - Açude-ponte)                                                                  | En servicio (12/09/2010)                                                          | 8,3  |
| Acesso Norte a Coimbra (Açude-ponte - Sargento-Mor)                                                               | En servicio (13/09/1991)                                                          | 6,7  |
| Variante da Mealhada e da Malaposta                                                                               | Proyecto nunca ejecutado                                                          |      |
| Variante de Águeda (Mourisca do Vouga - Aguada de Baixo)                                                          | En servicio (1998)                                                                | 10,5 |
| Variante de Albergaria-a-Velha                                                                                    | En servicio                                                                       | 2,7  |
| Variante à Branca                                                                                                 | Proyecto nunca ejecutado                                                          |      |
| Variante de Oliveira de Azeméis (Travanca - Cucujães)                                                             | En servicio (10/09/1991)                                                          | 8    |
| Variante de São João da Madeira (Cucujães - Arrifana)                                                             | En servicio (1985)                                                                | 7    |
| Arrifana - Carvalhos                                                                                              | Proyecto abandonado a favor de A 32                                               |      |
| Pindelo (Oliveira de Azeméis) - Pedroso (Vila Nova de Gaia)                                                       | En servicio (2011) Construida como autopista de peaje A 32                        | 32,8 |